# Association of Significant Cemeteries in Europe
Association of Significant Cemeteries in Europe (ASCE) è la rete europea delle realtà pubbliche e private impegnate nella cura dei cimiteri europei più interessanti per ragioni storiche o artistiche.
L'Associazione ha carattere no-profit ed un chiaro e globale carattere europeo.
L'Associazione ha attualmente sede legale a Bologna, Italia.

## Storia
L'ASCE è stata fondata a Bologna nel novembre 2001 da 12 soci: Università di Scienze Applicate di Colonia, Germania; Consiglio Nazionale dei Beni Culturali dell'Estonia; Amministrazione dei Cimiteri di Stoccolma, Svezia; Dipartimento Lituano per la Protezione dei Beni Culturali; Serveis Funeraris de Barcelona S.A., Spagna; Consiglio della Chiesa della Città di Bergen, Norvegia; i comuni di Copenaghen, Bologna, Genova, Lubiana, Strasburgo e Torino.
Le principali finalità dell'Associazione sono di:
- promuovere il riconoscimento dei cimiteri europei come parte fondamentale del patrimonio dell'umanità
- accrescere la consapevolezza dei cittadini e delle istituzioni europee sull'importanza dei cimiteri
- promuovere e richiamare l'attenzione delle università
- promuovere il miglioramento della gestione dei cimiteri

Per raggiungere tali scopi l'Associazione:
- promuove lo scambio di esperienze e buone pratiche
- promuove la collaborazione fra i suoi membri per proteggere, restaurare e assicurare ai cimiteri una manutenzione costante
- lavora su progetti di interesse comune

Presidenti: Mauro Felicori, Bologna (2001-2007), Maria Luisa Yzaguirre, Barcellona (2007-2011), Lidija Plibersek, Maribor (2011- )
Attualmente l'ASCE conta circa 180 membri, fra Comuni, Associazioni, Università ed altri enti pubblici e privati, distribuiti in 22 Paesi d'Europa.
Nel 2004, nell'ambito delle attività dell'ASCE, i comuni di Bologna, Stoccolma, Lubiana e il Dipartimento per i beni culturali della Lituania hanno visto approvato dalla Commissione europea il progetto SCENE grazie al quale sono stati compiuti alcuni restauri e si è pubblicata una guida dei cimiteri europei in inglese e nelle quattro lingue dei promotori.

## Premi e riconoscimenti
- Nello European Union Prize for Cultural Heritage/Europa Nostra Awards 2006 l’ASCE ha ricevuto la medaglia nella sezione Dedicated Service to Heritage Conservation.
- Nel 2011 l’ASCE ha visto riconosciuto la European Cemeteries Route dal Consiglio d'Europa e per questo ha ricevuto l’Ulysses award.